# Louise Schofield
Louise Schofield (* 20. Jh.) ist eine britische Klassische Archäologin und Mykenologin.
Schofield war von 1987 bis 2000 Kuratorin des Britischen Museums für die Bronzezeit und geometrische Zeit im antiken Griechenland. Schofield arbeitet vor allem zur minoischen und zur mykenischen Kultur und hat auch an archäologischen Projekten auf Rhodos, Korfu und in der Türkei mitgewirkt. Sie hat eine Ausgrabung auf dem Gheralta-Plateau im nördlichen Äthiopien geleitet, bei der eine antike sabäische Goldmine entdeckt wurde.

## Schriften (Auswahl)
- The Mycenaeans. The British Museum Press, London 2007, Nachdruck 2013 (Google Books).
  - Deutsche Übersetzung: Mykene. Geschichte und Mythos. Aus dem Englischen von Dieter Prankel. Verlag Philipp von Zabern, Mainz 2009.
- mit W. Vivian Davies (Hrsg.): Egypt, the Aegean and the Levant: Interconnections in the Second Millennium B.C. The British Museum Press, London 1995.